# Dilatorisch
Dilatorisch  (aus gleichbed. lat. dilatorius zu dilatus, Part. Perf. von differre auseinander tragen, verzögern, → differieren) steht für verzögernd, aufschiebend, hinhaltend, schleppend – im weiteren Sinne auch nichtssagend. 
Im Wesentlichen wird der Begriff in folgenden Zusammenhängen benutzt: 
- In der Rechtswissenschaft für die Bezeichnung von dilatorischen Einwendungen oder Fristen, die die Geltendmachung eines Anspruchs vorübergehend hindern, → Einwendung, peremptorische Einrede. Jedoch werden Rechtsbehelfe, die die Wirksamkeit bzw. Durchsetzung eines Rechtsakts vorerst hindern, suspensiv genannt, → Suspensiveffekt, Vorläufiger Rechtsschutz.

- Politisch angelehnt an den von Carl Schmitt in seiner Verfassungslehre geprägten Begriff „dilatorischer Formelkompromiss“: zum Schein, hinhaltend, trügerisch.